# Trevor Wright (lekkoatleta)
Trevor Wright (ur. 23 września 1946) – brytyjski, a potem nowozelandzki lekkoatleta, długodystansowiec, wicemistrz Europy z 1971.
Zdobył srebrny medal w biegu maratońskim na mistrzostwach Europy w 1971 w Helsinkach, przegrywając jedynie z Karelem Lismontem z Belgii, a wyprzedzając obrońcę tytułu, swego kolegę z reprezentacji Rona Hilla.
Z powodzeniem startował w biegach przełajowych, zajmując 2. miejsce w 1971 i 3. miejsce w 1970 w międzynarodowych mistrzostwach w tej konkurencji. 
Startując w reprezentacji Anglii zajął 9. miejsce w maratonie na igrzyskach Wspólnoty Narodów w 1978 w Edmonton.
Był mistrzem Wielkiej Brytanii (AAA) w biegu na 10 mil w 1970 i 1971 oraz wicemistrzem w biegu na 10 000 metrów w 1970. W biegu maratońskim był wicemistrzem AAA w 1971 i brązowym medalistą w 1978. Był również mistrzem Anglii w biegu przełajowym w 1970 oraz brązowym medalistą w 1969 i 1971.
Od 1983 reprezentował Nową Zelandię, jednak już w 1982 został mistrzem tego państwa w maratonie. Zajął 31. miejsce w biegu maratońskim na pierwszych mistrzostwach świata w 1983 w Helsinkach.
Rekordy życiowe Wrighta:
| Konkurencja           | Data i miejsce           | Wynik    |
| --------------------- | ------------------------ | -------- |
| bieg na 10 000 metrów | 10 lipca 1970, Londyn    | 28:31,34 |
| bieg maratoński       | 17 kwietnia 1983, Londyn | 2:12:29  |

Jego żona Rosemary Stirling jest lekkoatletka, medalistką mistrzostw Europy.